# Graham megye (Észak-Karolina)
Graham megye az Amerikai Egyesült Államokban, azon belül Észak-Karolina államban található. Megyeszékhelye és legnagyobb városa Robbinsville. Lakosainak száma 8030 fő (2020. április 1.). Graham megye Swain, Cherokee, Blount, Macon és Monroe megyékkel határos.

## Népesség
A megye népességének változása:
| Lakosok száma | 8862 | 8769 | 8696 | 8736 | 8616 | 8030 |
|               | 2010 | 2011 | 2012 | 2013 | 2015 | 2020 |